# Richard Harrison Shryock
Richard Harrison Shryock (* 29. März 1893 in Philadelphia, Pennsylvania; † 1. Februar 1972) war ein US-amerikanischer Medizinhistoriker, der sich insbesondere um die Verbindung der Medizingeschichte mit der Allgemeingeschichte verdient gemacht hat.

## Leben
Richard Shryock studierte Pädagogik und Geschichte. Nach dem Studium wandte er sich ganz der Medizingeschichte zu und wurde Nachfolger von Henry E. Sigerist auf dem Lehrstuhl für Medizingeschichte der Johns Hopkins University in Baltimore. Shryock lehrte später ferner an der University of Pennsylvania in Philadelphia und an der Duke University in Durham. Der Schwerpunkt seiner Forschungen lag auf der Untersuchung des Einflusses sozialer und naturwissenschaftlicher Faktoren auf die Entwicklung der Medizin. Daneben verfasste er Abhandlungen über Medizinhistoriker, beispielsweise über Henry E. Sigerist. Shryocks Biograf Bell beschrieb seine Bedeutung für die Medizingeschichte wie folgt:

“If physicians on the one hand wrote medical history without reference to larger patterns of social and intellectual history, general historians on the other usually omitted medicine entirely, except perhaps to mention such catastrophes as the Black Death […]. In this situation it was one of Shryock's aims, as it proved to be one of his achievements, to bring general history into the history of medicine, medical history into general historical narratives, and general historians and physicians together.”

Übersetzung:

“Wenn Mediziner auf der einen Seite Medizingeschichte ohne Bezüge zu größeren Strukturen der Sozial- und Geistesgeschichte schrieben und Allgemeingeschichtler auf der anderen Seite die Medizin völlig aussparten, ausgenommen vielleicht, Katastrophen wie die Pest zu erwähnen […], so bestand in dieser Situation eins von Shryock's Zielen und eine seiner größten Leistungen darin, Allgemeingeschichte mit der Medizingeschichte, Medizingeschichte mit den Darstellungen der Allgemeingeschichte zu verbinden und Historiker mit Medizinern zusammenzubringen.”

## Auszeichnungen, Ehrungen
1944 wurde Shryock in die American Philosophical Society und 1949 in die American Academy of Arts and Sciences gewählt. 1950 wurde er korrespondierendes Mitglied der Académie internationale d’histoire des sciences, 1956 wurde er zum Vollmitglied gewählt. 1959 erhielt er die George-Sarton-Medaille, den höchst renommierten Preis für Wissenschaftsgeschichte der von George Sarton und Lawrence Joseph Henderson gegründeten History of Science Society (HSS). An den Wissenschaftler erinnert die Richard Shryock Medal, die seit 1984 jährlich an amerikanische oder kanadische Studenten für eine herausragende Arbeit auf dem Gebiet der Medizingeschichte vom Shryock Medal Committee verliehen wird. Die Arbeit, die 9000 Worte inklusive Anmerkungen nicht überschreiten soll, erhielt beispielsweise 2008 der Student Stephen E. Mawdsley von der University of Alberta für seine Arbeit mit dem Titel: Polio and Prejudice: Charles Hudson Bynum and the Racial Politics of the National Foundation for Infantile Paralysis, 1944–1954.

## Veröffentlichungen (Auswahl)
- The Development of Modern Medicine. An Interpretation of the social and scientific Factors involved. 1936.
- American Medical Research. Past and Present. 1945.
- mit Paul Diepgen: Die Entwicklung der modernen Medizin in ihrem Zusammenhang mit dem sozialen Aufbau und den Naturwissenschaften. Enke Verlag, Stuttgart 1947.
- Henry E. Sigerist: His Influence upon Medical History in the United States. In: Bulletin of the History of Medicine. Band 22, 1948, S. 19–24.
- Dr. Welch and Medical History. In: Bulletin of the History of Medicine. Band 24, 1950, S. 325–332.
- The Unique Influence of the Johns Hopkins University on American Medicine. Ejnar Munksgaard, Copenhagen 1953.
- The History of Nursing. An Interpretation of the social and medical Factors involved. 1959.
- Medicine and Society in America 1660–1860. 1960.
- Empiricism versus Rationalism in American Medicine, 1650–1950. 1969.
- National Tuberculosis Association, 1904–1954: A Study of the Voluntary Health Movement in the United States. Ayer Publishing, 1988.